# Región de Bay of Plenty
Bay of Plenty (BoP), a veces traducido al español, Bahía de la Abundancia, y en maorí Te Moana-a-Toi es una región neozelandesa localizada en la parte septentrional de la isla Norte, bordeando la bahía homónima. La bahía se extiende 260 km desde la península de Coromandel en el oeste hasta el cabo Runaway en el este. El nombre fue dado por James Cook en 1769, quien destacó la abundancia de alimentos de las aldeas maoríes de este lugar.

## Geografía

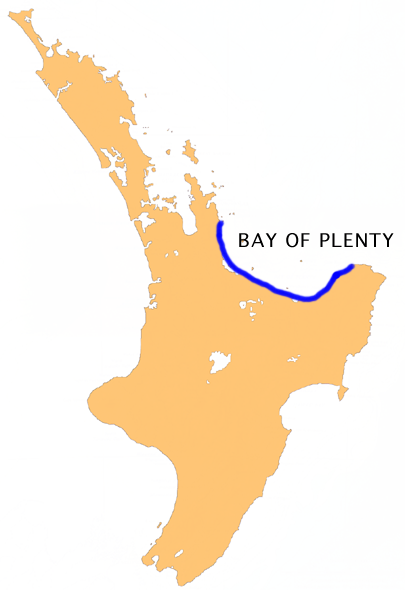
Localización de la bahía de la plenitud.

La bahía se encuentra entre la península Coromandel al oeste y el cabo Runaway al este. La región se encuentra rodeada por las cordilleras Mamaku y Kaimai, conformando una zona boscosa escasamente habitada. En la bahía se encuentran varias islas como Mayor Island/Tuhua, Motiti Island, Whale Island y  la más famosa por su volcán en activo, la isla Whakaari/White Island.
Tras su estancia en Poverty Bay (la 'bahía de la Pobreza'), en la cual escaseaban los alimentos, James Cook bautizó la región como Bahía de la Abundancia por la gran cantidad de alimentos que pudo obtener en las poblaciones maoríes que visitó.
El área está cubierta densamente por árboles y entre los bosques se lleva a cabo agricultura extensiva. El clima es subtropical, templado y marítimo. Principalmente se producen kiwis, manzanas, aguacates y madera. Como en toda Nueva Zelanda, existen grandes rebaños de ovejas.

## Demografía
En 2004 se estimaba una población total de la regió de 257.500 habitantes, estimándose un aumento hasta 277.900 para el año 2011. Las dos ciudades principales son Tauranga (106.500 habitantes) y Rotorua (55.100 habitantes). La capital es Tauranga. Otras localidades de la región son Te Puke, Katikati y Opotiki. La agricultura y el turismo son las mayores industrias de la región, siendo muy importante el balneario cercano a Rotorua.
La población residente total en 2001 ascendía a 239.412 personas, de los cuales el 78.2% eran de ascendencia europea, el 24.4% era menor de 15 años y el 9.6% se encontraba en desempleo. 

### Localidades principales
- Tauranga 106.500
- Rotorua 55.100
- Whakatane 18.200
- Kawerau 7.100
- Te Puke 7.050
- Opotiki 4.000
- Katikati 2.950